# Aedes rempeli
Aedes rempeli är en tvåvingeart som beskrevs av John Richard Vockeroth 1954. Aedes rempeli ingår i släktet Aedes och familjen stickmyggor. Inga underarter finns listade i Catalogue of Life.